# 列別金齊 (斯里布涅區)
50°34′8″N 33°1′13″E / 50.56889°N 33.02028°E
列別金齊（烏克蘭語：Лебединці），是烏克蘭北部的村莊，隸屬切爾尼希夫州的普里盧基區。該村始建於1750年，面積1.16平方公里，海拔高度165米，2001年人口366，人口密度每平方公里316.61人。